# MAPキナーゼキナーゼキナーゼ
MAPキナーゼキナーゼキナーゼ（英: MAP kinase kinase kinase、略称: MAPKKK、MAP3K）は、MAPキナーゼキナーゼに対して作用するセリン/スレオニンキナーゼである。MAPキナーゼキナーゼキナーゼはMAPキナーゼキナーゼを活性化し、MAPキナーゼキナーゼはMAPキナーゼを活性化する。MAP3Kにはいくつかの種類が存在するが、主に活性化するMAPキナーゼによって特徴づけられている。MAP3Kは、細胞増殖、細胞分化、アポトーシスなどさまざまな細胞機能を担う。MAP3Kシグナルの持続期間と強度によって、どの経路が続いて活性化されるかが決定される。また、MAP3Kとその基質を近接させて反応をさせるために、足場タンパク質が利用される。MAP3Kはがんやアミロイドーシス、神経変性疾患の治療標的ともなっている。

## 種類
ヒトでは次に挙げるMAP3Kが知られている。
- MAP3K1（英語版） (MEKK1)
- MAP3K2（英語版） (MEKK2)
- MAP3K3（英語版） (MEKK3)
- MAP3K4（英語版） (MEKK4)
- MAP3K5 (ASK1)
- MAP3K6 (ASK2)
- MAP3K7 (MEKK7, TAK1)
- MAP3K8（英語版） (TPL2)
- MAP3K9（英語版） (MLK1)
- MAP3K10（英語版）(MLK2)
- MAP3K11（英語版） (MEKK11, MLK3)
- MAP3K12（英語版） (MUK)
- MAP3K13（英語版） (LZK)
- MAP3K14（英語版）
- MAP3K15（英語版）
- MAP3K16（英語版） (TAO1, TAOK1)
- MAP3K17（英語版） (TAO2, TAOK2)
- MAP3K18（英語版） (TAO3, TAOK3)[2][3][4]
- MAP3K19（英語版）
- MAP3K20（英語版） (ZAK, MLTK)
- RAF1
- BRAF
- ARAF

## MAP3Kの分類と機能
MAP3Kにはいくつかの種類が存在し、それらすべてがMAPキナーゼの上流で機能する。MAPキナーゼにはERK、JNK、p38 MAPKという主要な3つのクラスが存在し、それぞれMAP3Kによって調節されている。ERKはRAFファミリーのMAP3Kによって調節され、細胞成長、分化、減数分裂を担う。おそらく最も詳細な特性解析がなされているのはRAFファミリー（RAF1、BRAF、ARAF）のMAP3Kである。これらはMAP2K1（MEK1）とMAP2K2（MEK2）を活性化し、MAPK/ERK経路を活性化するRasシグナルのエフェクターとして機能する。JNKはMEKK1/4、MLK2/3、ASK1、TAK1、TPL2によって調節される。p38 MAPKはMEKK1–4、MLK2/3、ASK1/2、TAK1、TAO1/2によって調節され、炎症、アポトーシス、細胞分化、細胞周期の調節を担う。どのカスケードが引き起こされるかは、シグナルの種類、結合強度、結合の長さに基づいて決定される。
MEKK1はSEK1（MAP2K4）のリン酸化を介してMAPK8/JNKを活性化する。
MEKK3はSEKの活性化によってMAPK8/JNK8を、MEK1/2の活性化によってERK経路を調節する。p38経路の調節は行わない。
TAK1はTGF-βによる転写調節に関与している。

## MAP3Kの活性化と不活性化
MAP3Kを活性化する上流の刺激の大部分はストレスもしくは成長因子である。そうした因子には、分裂促進因子、炎症性サイトカイン、小胞体ストレス、酸化ストレス、紫外線照射、DNA損傷などが含まれる。大部分のMAP3KはGPCRを介して活性化される。他の機構も存在し、例えばASK1はTNF特異的な受容体型チロシンキナーゼによって活性化される。MAP3Kはセリン/スレオニン残基へのリン酸基の付加によって活性化されるため、ホスファターゼによって不活性化される。ASK1の調節に一般的に用いられるホスファターゼはPP5である。MAP3Kは活性部位とは別にドッキングドメインを持ち、他の基質への接触を可能にしている。さらに、MAP3Kは特異的カスケードの利用を保証するためにいくつかの足場タンパク質を利用する。こうした足場はMAP3K、MAP2K、MAPKの結合部位を持ち、シグナルが迅速に伝達されるよう保証している。

## 臨床的意義
MAP3Kは細胞質と核の双方で生じる広範囲の細胞応答に関与しており、これらをコードする遺伝子の変異はいくつかの疾患の原因となる。ERK1/2の上流のMAP3Kの過剰発現と上皮成長因子受容体（EGFR）の増加は、トリプルネガティブ乳癌などの腫瘍形成をもたらす場合がある。JNKやp38ファミリーのMAPKもしくはそれらの上流のMAP3Kの変異はアルツハイマー病の原因となる場合がある。同様の状況は脳内の過剰な酸化ストレス時にも観察され、これらのMAPKがアポトーシスを引き起こすことで脳細胞が破壊される。MAP3Kの1種であるMLKはパーキンソン病と関係しており、MLK阻害薬はパーキンソン病の治療薬となる可能性がある。JNKやp38のカスケードの過剰発現はクローン病や多発性嚢胞腎に関与している。これらの経路の阻害薬は疾患の症状の治療に有用である可能性がある。

## 画像

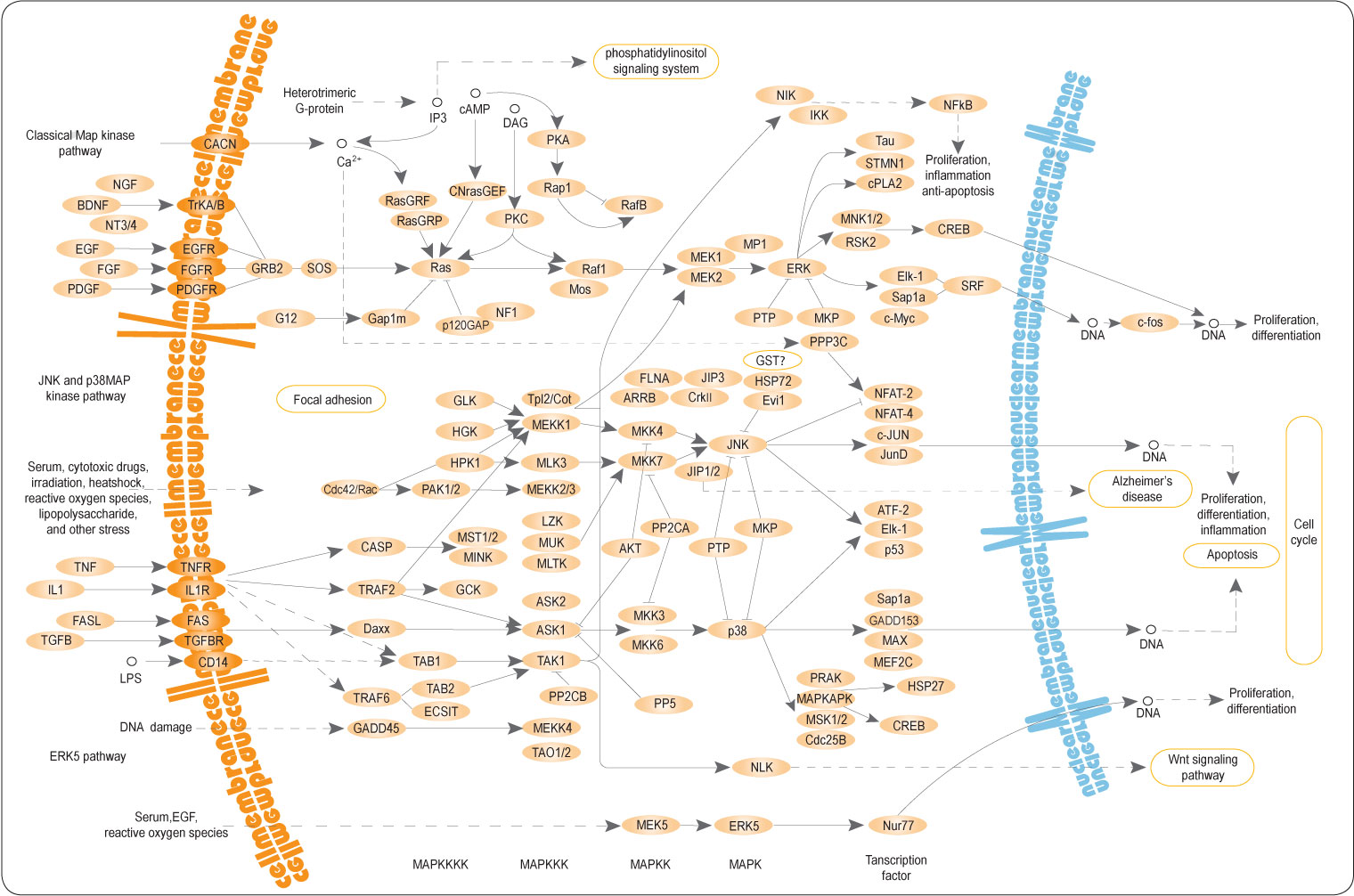
MAPK経路。MAP3Kの多くが公式名ではなく代替名で示されている。